# Pteris philippinensis
Pteris philippinensis là một loài dương xỉ trong họ Pteridaceae. Loài này được Fée mô tả khoa học đầu tiên..
Danh pháp khoa học của loài này chưa được làm sáng tỏ. 